# Горній Поличник
Горній Поличник (хорв. Gornji Poličnik) — населений пункт у Хорватії, у Задарській жупанії у складі громади Поличник.

## Населення
Населення за даними перепису 2011 року становило 140 осіб.

## Клімат
Середня річна температура становить 13,95 °C, середня максимальна – 28,38 °C, а середня мінімальна – -0,06 °C. Середня річна кількість опадів – 917 мм.
| Клімат поселення                              | Клімат поселення | Клімат поселення | Клімат поселення | Клімат поселення | Клімат поселення | Клімат поселення | Клімат поселення | Клімат поселення | Клімат поселення | Клімат поселення | Клімат поселення | Клімат поселення | Клімат поселення |
| Показник                                      | Січ.             | Лют.             | Бер.             | Квіт.            | Трав.            | Черв.            | Лип.             | Серп.            | Вер.             | Жовт.            | Лист.            | Груд.            |                  |
| Середній максимум, °C                         | 10,57            | 11,61            | 14,31            | 17,50            | 22,02            | 25,74            | 28,38            | 27,90            | 24,07            | 19,53            | 14,07            | 11,11            |                  |
| Середня температура, °C                       | 5,25             | 6,28             | 8,99             | 12,17            | 16,70            | 20,41            | 23,80            | 23,31            | 19,48            | 14,95            | 9,50             | 6,52             |                  |
| Середній мінімум, °C                          | −0,06            | 0,96             | 3,68             | 6,83             | 11,38            | 15,09            | 19,22            | 18,72            | 14,90            | 10,37            | 4,90             | 1,96             |                  |
| Норма опадів, мм                              | 75               | 66               | 70               | 76               | 69               | 60               | 36               | 53               | 100              | 109              | 108              | 95               |                  |
| Середньомісячна швидкість вітру, м/с          | 2.55             | 2.69             | 2.89             | 2.78             | 2.44             | 2.25             | 2.27             | 2.14             | 2.29             | 2.39             | 2.88             | 2.79             |                  |
| Середньомісячна сонячна радіація, кДж/м²·день | 4972             | 7678             | 11276            | 16095            | 20310            | 22336            | 24175            | 21010            | 15513            | 9813             | 5373             | 4242             |                  |
| --------------------------------------------- | ---------------- | ---------------- | ---------------- | ---------------- | ---------------- | ---------------- | ---------------- | ---------------- | ---------------- | ---------------- | ---------------- | ---------------- | ---------------- |
| Джерело:                                      |                  |                  |                  |                  |                  |                  |                  |                  |                  |                  |                  |                  |                  |